# Malé Ludince
Malé Ludince (em húngaro: Kisölved) é um município da Eslováquia, situado no distrito de Levice, na região de Nitra. Tem 6,8 km² de área e sua população em 2018 foi estimada em 165 habitantes.

## Demografia
| Ano:        | 1994 | 2004   | 2014    | 2024   |
| ----------- | ---- | ------ | ------- | ------ |
| Broj ljudi: | 217  | 203    | 180     | 170    |
| Razlika:    |      | -6,45% | -11,33% | -5,55% |

| Ano:               | 2023 | 2024   |
| ------------------ | ---- | ------ |
| Número de pessoas: | 169  | 170    |
| Diferença:         |      | +0,59% |